# جنوب غارو هيلز
جنوب غارو هيلز رمزها «SG» (بالإنجليزية: South  Garo  Hills)‏ ، هو تقسيم إداري لدولة الهند تتبع ولاية ميغالايا (بالإنجليزية: Meghalaya)‏ ، مركزها هو مدينة باغمارا (بالإنجليزية: Baghmara)‏ عدد سكانها حسب تعداد سنة 2001 هو 99,105 ، مساحتها 1,850 كم² وكثافة السكان 54 لكل كم² .